# 副島亀里ララボウラティアナラ
副島 亀里ララボウラティアナラ（そえじま かめりララボウラティアナラ、SOEJIMA Kameli Raravou Latianara、1983年6月1日 - ）は、フィジー出身のラグビーユニオン選手。トップチャレンジリーグコカ・コーラレッドスパークス所属。

## プロフィール
- ポジションはセンター(CTB)。
- 身長 190cm、体重 94kg
- ニックネームはギャム。
- 7人制日本代表に選ばれている。
- 妻とは、2009年に結婚。子供は4人(男児3人、女児1人)がいる。

## 来歴
父はワールドカップにも出場した元代表選手、いとこは1997年7人制Ｗ杯の優勝メンバーというラグビー好きの一家に生まれ、5歳からラグビーを始める。21歳の時に首都スバの強豪クラブ「レッドロック」(Redrock Rugby Club) に入団し、24歳までプレーした。フィジーのランバササンガムカレッジ (Labasa Sangam College) 卒業後、2007年にフィジーの病院で青年海外協力隊の理学療法士として働いていた日本人女性と結婚し、2009年に来日。トップリーグに加盟する実業団チームへの加入を模索したが、外国人枠の壁に阻まれ所属チームを見つけることが出来ず、妻の尽力もあって福岡のクラブチーム「玄海タンガロアラグビー」に加入。通常は家族と暮らす佐賀市にある舗装工事会社に現場作業員として勤務しながらクラブの週2回の練習に参加、練習不足は仕事後の個人メニューと佐賀工業高校への練習参加で補う日々を送った。2013年に日本国籍を取得。
2013年のスポーツ祭東京2013・2014年の長崎がんばらんば国体での国体ラグビー競技（成年男子）に佐賀県代表チームの一員として出場し、2014年には佐賀県勢初優勝に貢献し最優秀選手に輝いた。この時の活躍が7人制ラグビー男子日本代表監督の瀬川智広（東芝ブレイブルーパス元監督）の目に止まり、2014年12月に行われたワールドラグビーセブンズシリーズ・ドバイセブンズに参戦した日本代表に抜擢。2016年は舗装会社を休職し、佐賀県ラグビー協会を通じた募金による支援を受けながら競技に専念している。
リオデジャネイロオリンピックに参加した日本代表メンバーでは唯一のクラブチーム所属選手であった。
リオ五輪後の2016年8月22日に、7人制日本代表主将の桑水流裕策も所属するコカ・コーラレッドスパークスへの加入が発表された。現在の舗装会社を退職し、コカ・コーラウエストで働きながらプレーすることになるという。
2018年、ラグビーワールドカップセブンズ2018の7人制日本代表に選ばれた。
2021年、東京五輪の7人制日本代表内定選手に選ばれた。